# Sede titolare di Maastricht
Maastricht (in latino: Traiectensis ad Mosam) è una sede titolare della Chiesa cattolica.

## Storia
Maastricht fu la sede degli episcopi Tungrensis, che vi trasferirono la sede con il vescovo Monulfo verso la metà del VI secolo. Lo stesso vescovo aveva costruito la basilica sulla tomba di san Servazio, vescovo di Tongres, che aveva subito il martirio nella città di Trajectum ad Mosam (l'odierna Maastricht) nella seconda metà del IV secolo e le cui spoglie sono oggi conservate nella basilica a lui dedicata. Agli inizi dell'VIII secolo, il vescovo sant'Uberto trasferì la sede degli episcopi Tungrensis a Liegi.
La città di Maastricht, oggi parte dei Paesi Bassi, non è più parte della diocesi belga di Liegi, ma rientra nel territorio della diocesi di Roermond.
Dal 1970 Maastricht è annoverata tra le sedi vescovili titolari della Chiesa cattolica; dal 15 febbraio 2018 l'arcivescovo, titolo personale, titolare è Waldemar Stanisław Sommertag, nunzio apostolico in Senegal, Capo Verde, Guinea-Bissau e Mauritania.

## Cronotassi

### Vescovi titolari
- Petrus Joannes Antonius Moors † (29 dicembre 1970 - 16 settembre 1980 deceduto)
- Joannes Baptist Matthijs Gijsen † (3 aprile 1993 - 24 maggio 1996 nominato vescovo di Reykjavík)
- Marcos Aurelio Pérez Caicedo (10 giugno 2006 - 10 febbraio 2012 nominato vescovo di Babahoyo)
- Waldemar Stanisław Sommertag, dal 15 febbraio 2018